# Air-Freight-NZ-Flug 642
Auf dem Air-Freight-NZ-Flug 642 verunglückte am 3. Oktober 2003 eine auf dem Flug vom Flughafen Christchurch zum Flughafen Palmerston North befindliche Frachtmaschine vom Typ Convair CV-580 der Air Freight NZ aufgrund von Vereisung im Flug. Bei dem Unfall kamen die beiden an Bord befindlichen Piloten ums Leben.

## Flugzeug
Die betroffene Maschine trug die Modellseriennummer 17, wurde im September 1952 als Convair CV-340-31 gebaut und am 16. Oktober 1952 an die United Air Lines ausgeliefert, bei der sie mit dem Luftfahrzeugkennzeichen N73113 und dem Taufnamen Stockton in Betrieb genommen wurde. Im Jahr 1960 wurde die Maschine wieder außer Betrieb genommen und am 25. Juli 1960 auf die Turbo Conversions Inc. wiederzugelassen, zu einem späteren Datum dann mit dem neuen Kennzeichen N547Z. Zum 1. September 1960 wurde die Maschine mit dem neuen Kennzeichen TI-1018C an die LACSA Lineas Aereas Costarricenses verleast, ehe der Leasingrückläufer zum 31. Oktober 1960 mit seinem Kennzeichen N73113 zum Leasinggeber zurückkehrte. Ab dem 9. Juli 1962 war die Maschine an die Allegheny Airlines verleast, von Dezember 1962 bis November 1965 war sie bei dieser mit dem neuen Kennzeichen N8428H zugelassen, anschließend wurde das Flugzeug bis Februar 1966 zu einer Convair CV-580 umgebaut. Ab dem 16. Februar 1966 war die Maschine dann wieder mit dem Kennzeichen N8428H auf die Allegheny Airlines zugelassen, bei der sie auch verblieb, als dieses zum 10. März 1968 in N5809 umgeändert wurde. Der nächste Betreiberwechsel folgte dann erst zum 5. September 1978, als die Maschine auf die Aspen Airways umregistriert wurde. Diese Fluggesellschaft kaufte die Maschine im darauffolgenden Monat und betrieb sie fast eineinhalb Jahrzehnte lang, bis die Convair im Januar 1992 durch die Kelowna Flightcraft aufgekauft, zur Frachtmaschine umgebaut und zum 24. Januar 1992 mit dem neuen Kennzeichen C-GKFU wiederzugelassen wurde. Ab dem 27. Januar 1992 war die Maschine dann an die Trans-Provincial Airlines verleast, ehe der Leasingrückläufer im Oktober 1992 wieder in die Flotte der Kelowna Flightcraft zurückkehrte. Ab dem 16. Dezember 1993 war die Maschine erneut verleast, diesmal an die AllCanada Express. Im April 1995 kehrte die Maschine wieder in die Flotte der Kelowna Flightcraft zurück, am 25. April 1995 wurde sie an die Air Freight NZ verkauft und umregistriert, wobei die Maschine das neue Kennzeichen ZK-KFU erhielt, welches teilweise von seinem alten, kanadischen Luftfahrzeugkennzeichen abgeleitet war. Das zweimotorige Mittelstreckenflugzeug war mit zwei Turboproptriebwerken des Typs Allison 501-D13D ausgerüstet. Bis zum Zeitpunkt des Unfalls hatte die Maschine 66.660 Betriebsstunden absolviert, auf die 98.774 Starts und Landungen entfielen.

## Insassen
An Bord der Maschine befand sich lediglich eine zweiköpfige Besatzung, bestehend aus einem Flugkapitän und einem Ersten Offizier:
- Der 58-jährige Flugkapitän war im Besitz von Musterberechtigungen für zahlreiche Flugzeugtypen, darunter die Armstrong Whitworth Argosy, Douglas DC-3, De Havilland DH.114 Heron, Britten-Norman Trislander sowie die Convair CV-580. Für die Air Freight NZ flog er seit November 1995, seit August 1998 hatte er die Rolle als Flugkapitän an Bord der Convair CV-580 inne. Er verfügte über 16.928 Stunden Flugerfahrung, von denen er 3.286 Stunden im Cockpit der Convair CV-580 absolviert hatte.
- Der 50-jährige Erste Offizier war Flugzeug- und Hubschrauberpilot. Er war ebenfalls im Besitz von Musterberechtigungen für zahlreiche Typen, darunter die Swearingen Metro SA-227, die Fokker F-27 Friendship sowie die Convair CV-580, für die er die Musterberechtigung am 11. Mai 2003 bei der Air Freight NZ erworben hatte, nachdem er im Vormonat dem Unternehmen beigetreten war. Der Erste Offizier verfügte über 20.148 Stunden Flugerfahrung, wovon er 10.798 Stunden mit Flugzeugen und 194 Stunden im Cockpit der Convair CV-580 abgeleistet hatte.

## Unfallhergang
Mit der Maschine sollten in der Nacht vom 3. auf den 4. Oktober 2003 zwei reguläre Nachtfrachtflüge von Christchurch nach Palmerston North und zurück durchgeführt werden. Um 20:32 Uhr startete die Maschine planmäßig von Startbahn 20 und stieg auf 21.000 Fuß. Der Flug verlief ohne besondere Vorkommnisse. Um 21:13 Uhr erteilte die Flugsicherung in Wellington zunächst die Freigabe zum Sinkflug auf 13.000 Fuß und dann auf 11.000 Fuß. Nach der Kontaktaufnahme mit der Flugsicherung in Ohakea erhielten die Piloten die Freigabe zum Sinkflug auf 7000 Fuß und erhielten Vektoren für den Anflug auf Palmerston North. Während des Sinkfluges durchflog die Maschine ein Gebiet, für das starke Vereisungsbedingungen vorhergesagt waren, die offenbar die Leistungsfähigkeit des Flugenteisungssystems überforderten, welches eine Eisbildung an den Tragflächen und am Leitwerk verhindern sollte. An der Maschine kam es anschließend, wahrscheinlich aufgrund einer schnell voranschreitenden, erheblichen Eisbildung, zu einem Strömungsabriss. Die Flugzeugnase neigte sich nach unten, wodurch die Piloten offenbar die Orientierung verloren. Die Fluggeschwindigkeit stieg auf 392 Knoten und die strukturelle Belastung erreichte einen Höhepunkt von 3,21g. Die Nickwinkel lag wahrscheinlich zwischen −50° und −60°. Eine zunehmende Belastung der Tragflächenwurzeln führte schließlich dazu, dass sich die Paneele umknickten und abtrennten. In einer Höhe von 6.800 Fuß rissen die Tragflächen und Triebwerke ab. Neun Sekunden später schlug der Flugzeugrumpf senkrecht und mit hoher Geschwindigkeit auf der Meeresoberfläche auf.